# AS Javouhey Mana
El AS Javouhey Mana es un equipo de fútbol de la Guayana Francesa que milita en la Campeonato Nacional de la Guayana Francesa, el torneo de fútbol más importante del país.

## Historia
Fue fundado en la ciudad de Javouhey, aunque también representa a la ciudad vecina de Mana, lugar en donde juegan sus partidos de local, por lo que su nombre es relacionado con las dos ciudades. Han sido campeones de la liga de fútbol en 2 ocasiones, ambas en la década de los años 90s y una vez ganaron la clasificatoria a la Copa de Francia.
A nivel internacional han participado en dos torneo continentales, donde nunca ha podido superar la primera ronda.

## Palmarés
- Campeonato Nacional de la Guayana Francesa: 2

1994/95, 1997/98
- Copa de la Guayana Francesa: 1

1992
- Clasificatoria a la Copa de Francia: 1

1986

## Participación en competiciones de la Concacaf
| Temporada | Torneo                           | Ronda    | Club        | Casa | Visita | Global |
| --------- | -------------------------------- | -------- | ----------- | ---- | ------ | ------ |
| 1991      | Recopa de la Concacaf            | 1        | Racing      | 0-1  | 0-3    | 0-4    |
| 1995      | Copa de Campeones de la Concacaf | Caribe 1 | Corona Boys | 1-1  | 0-2    | 1-3    |